# Ricardo Pedro Paglia
Dom Ricardo Pedro Paglia, MSC (Ponte Serrada, 31 de Março de 1937), é um bispo católico brasileiro, bispo emérito de Pinheiro, Maranhão.
No dia 17 de outubro de 2012 o Papa Bento XVI aceitou o seu pedido de renúncia ao governo da Diocese de Pinheiro por limite de idade.